# الکس مندز (بازیکن فوتبال)
الکس مندز (انگلیسی: Alex Mendez؛ زادهٔ ۶ سپتامبر ۲۰۰۰) بازیکن فوتبال اهل ایالات متحده آمریکا است.
از باشگاه‌هایی که در آن بازی کرده‌است می‌توان به باشگاه فوتبال لس آنجلس گلکسی اشاره کرد.
وی همچنین در تیم‌های ملی فوتبال جوانان و امید آمریکا بازی کرده‌است.